# Marc Hohenberg
Marc Hohenberg (* 3. März 1985 in Hannover) ist ein ehemaliger deutscher Handballspieler.
Er spielte seit 2006 für die SC Magdeburg Gladiators in der ersten Handball-Bundesliga. In der Saison 2006/07 spielte Hohenberg im Wesentlichen für die 2. Bundesliga-Mannschaft der Magdeburger (SCM Youngsters). In der Saison 2007/08 gehörte der Student dem Kader der Erstligamannschaft an. Da er eine Förderlizenz hat, war er für beide Mannschaften spielberechtigt. Ab der Saison 2008/09 spielt Hohenberg bei der TSV Hannover-Burgdorf. Seine Position ist Rechtsaußen. Da sein Vertrag nicht verlängert wurde, hat er den Verein nach Ende der Saison 2010/11 verlassen.
Für die deutsche Junioren-Nationalmannschaft bestritt Hohenberg einige Länderspiele.
Seit Anfang des Jahres 2012 ist er nach dem Bachelor-Abschluss seines BWL-Studiums im Marketing der Basketballer des FC Bayern München angestellt.

## Erfolge
- Vizejugend-Europameister 2003
- EHF-Cup Sieger 2007[3]